# Pavilhão Mirza Delibašić
O Pavilhão Mirza Delibašić (bósnio, croata e sérvio: Dvorana Mirza Delibašić / Дворана Мирза Делибашић), também conhecido como Skenderija (Скендерија) é um recinto fechado para a prática desportiva localizado em Sarajevo, na Bósnia e Herzegovina. O local foi inaugurado em 1969 e conta com 5 616 lugares. Atualmente o KK Bosna manda seus jogos como anfitrião na arena que teve seu nome alterado mais tarde para homenagear Mirza Delibašić, um dos maiores desportistas bósnios de todos os tempos.